# 朱乃正
朱乃正（1935年11月—2013年7月25日），男，浙江海盐人，中国油画家，中央美术学院教授，中央文史研究馆馆员。